# Фрастрејшнс
Фрастрејшнс (енгл. Frustrations) аустријски је џез бенд основан 2014. године у Бечу (Аустрија). 

### О бенду
Одликује га експериментални звук модерног џеза, али и фузија неколико музичких праваца.
Бенд чине Јасмин Султанић (бубањ), Фабиан Супанчић (клавир), Клеменс Вабра (гитара) и Томас Милахер (бас).
Бенд Фрастрејшнс основао је бубњар Јасмин Султанић, а тадашњи трио чинили су још и Јоахим Хубер и Рохелио Аугустин Перера.

### Први албум и распад бенда
Албум Frustrations истоимени бенд објавио је 2015. године у издавачкој кући Самплмен рекордс, док је мастеринг радио Студио Погон и Дражен Мулаосмановић. Визуелне ефекте, као и дизајн албума урадио је Филип Виндсор Тополски.
После промоције албума и више од 30 концерата одржаних у 9 земаља, дошло је до неслагања чланова бенда након чега у фебруару 2016. године Јоахим и Рохелио напуштају бенд и он престаје са радом.

### Нова постава и други албум
Годину дана касније оснивач бенда, Јасмин Султанић, окупио је нове чланове и бенд је наставио са радом. Нову поставу чине Фабиан Супанчић (клавир), Клеменс Вабра (гитара) и Томас Милахер (бас). Сада већ џез квартет Фрустрејшнс у априлу 2018. године објавио је албум Thrive у издавачкој кући Мусташ рекордс, а микс и мастеринг радио је Коен Јуша (Саундитејлс). За визуелни идентитет другог албума били су задужени Адмир Селимовић и Марлин Бетел.
Насловна песма “Thrive” по којој је албум добио име представља заједнички подухват и сарадњу бенда Фрастрејшнс са великим бројем музичара као што су Алекс Валдес (труба), Ида Леидл (виолончело), Давид Леон Гарсија (флаута), Лаура Еспиноза Гарсија (фагот), Филип Димитри Карајев (виолина), Никола Станошевић (клавијатуре) и Фабио Девиђили (саксофон).
Бенд је остварио сарадњу и са истакнутим музичаром Штефаном Маас (перкусије) који је радио на песми “Fusion”
Оно што други албум карактерише и знатно разликује од првенца из 2015. су примесе фанка, филмске музике, а присутни су и поп елементи.

### Попис песама

#### Frustrations, 2015.
1. "About Everything" – 03:02 (Јасмин Султанић)
2. "Won't Get" – 01:40 (Јасмин Султанић, Јоахим Хубер, Рохелио Аугустин Перера)
3. "Us" – 02:58 (Јасмин Султанић, Јоахим Хубер)
4. "Anywhere" – 02:30 (Јасмин Султанић, Јоахим Хубер, Рохелио Аугустин Перера)
5. "But Here" – 02:40 (Јасмин Султанић, Јоахим Хубер, Рохелио Аугустин Перера)[7]

#### Thrive, 2018.
1. "Thrive" – 05:53 (Јасмин Султанић)
2. "Fusion" – 07:42 (Јасмин Султанић)
3. "Ether" – 04:20 (Јасмин Султанић)
4. "Hyperbola" – 05:44 (Јасмин Султанић)
5. "About Everything" – 04:20 (Јасмин Султанић)
6. "Last Song" – 06:47 (Јасмин Султанић, Јоахим Хубер)[8]